# Udit Kumar
Udit Kumar (ur. 2004) – indyjski zapaśnik walczący w stylu wolnym. Zajął jedenaste miejsce na mistrzostwach świata w 2024 roku.
Srebrny medalista mistrzostw Azji w 2024 i 2025. Mistrz Azji juniorów w 2023. Trzeci na MŚ kadetów w 2019 roku.